# Maschinenpistole 18
 (mars 2025).
Le Bergmann Maschinenpistole 18 ou Bergmann MP18, est un pistolet-mitrailleur allemand conçu à la fin de la Première Guerre mondiale. C'est le premier « vrai » pistolet-mitrailleur à être utilisé au combat en grande quantité et qui servit de base au futurs pistolets mitrailleurs.

## Description et historique

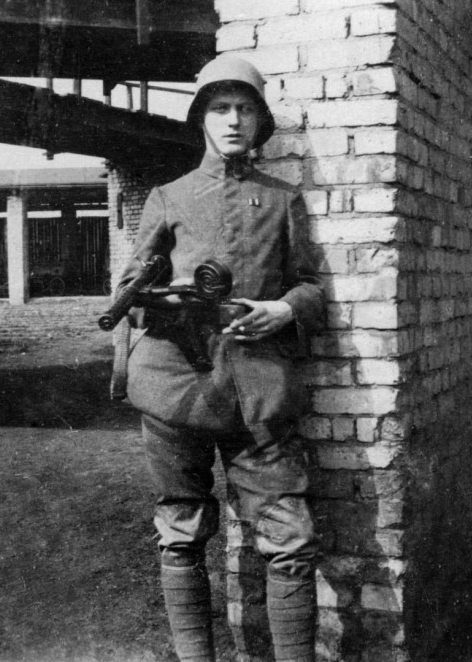
Soldat allemand armé d'un MP18/1 (Nord de la France, 1918).

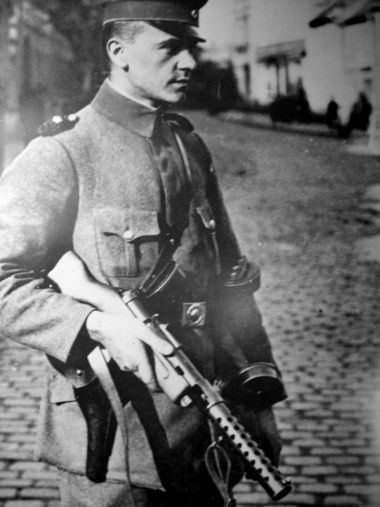
Un officier allemand à Berlin en 1919 avec un MP-18.

Conçu vers la fin de la Première Guerre mondiale par une équipe de techniciens dont Hugo Schmeisser travaillant pour la Compagnie Bergmann, le Maschinenpistole 18 fut distribué aux troupes de première ligne (notamment les Stosstruppen, troupes d'assaut allemandes). Il fut également utilisé au cours de la Révolution allemande de 1918-1919 armant principalement les Corps francs.
La firme en produisit environ 10 000 en 1918, le nombre utilisé au combat est estimée à 5 000. La fabrication continua en 1919 et 1920. D'après les numéros de série observés, il apparaît que 35 000 pièces furent fabriquées avant que la licence de fabrication ne soit cédée à SIG (Suisse) qui le renomma SIG Bergmann 1920.
Le MP18 fut spécialement étudié pour la guerre de tranchées, où une mitrailleuse est trop encombrante et où un fusil n'offre pas une cadence suffisante. À l'inverse des Alliés qui développèrent des fusils mitrailleurs, Browning Automatic Rifle, Lewis Mark I, CSRG 1915 Chauchat, le MP18 était conçu pour utiliser une munition d'arme de poing.
Il inspira par son concept et son utilisation la totalité des pistolets mitrailleurs fabriqués après lui. Ses versions modernisées, les SIG Bergmann 1920 et MP28, connurent de nombreux champs de bataille, de l'Amérique du Sud à la Chine.
Le chargeur escargot constituait le point faible de ce pistolet mitrailleur, il était en effet très peu pratique à manier et nécessitait un outil très spécifique pour le charger. Les MP18/1 en service après 1920 utilisaient un chargeur droit (identique à celui du MP28).

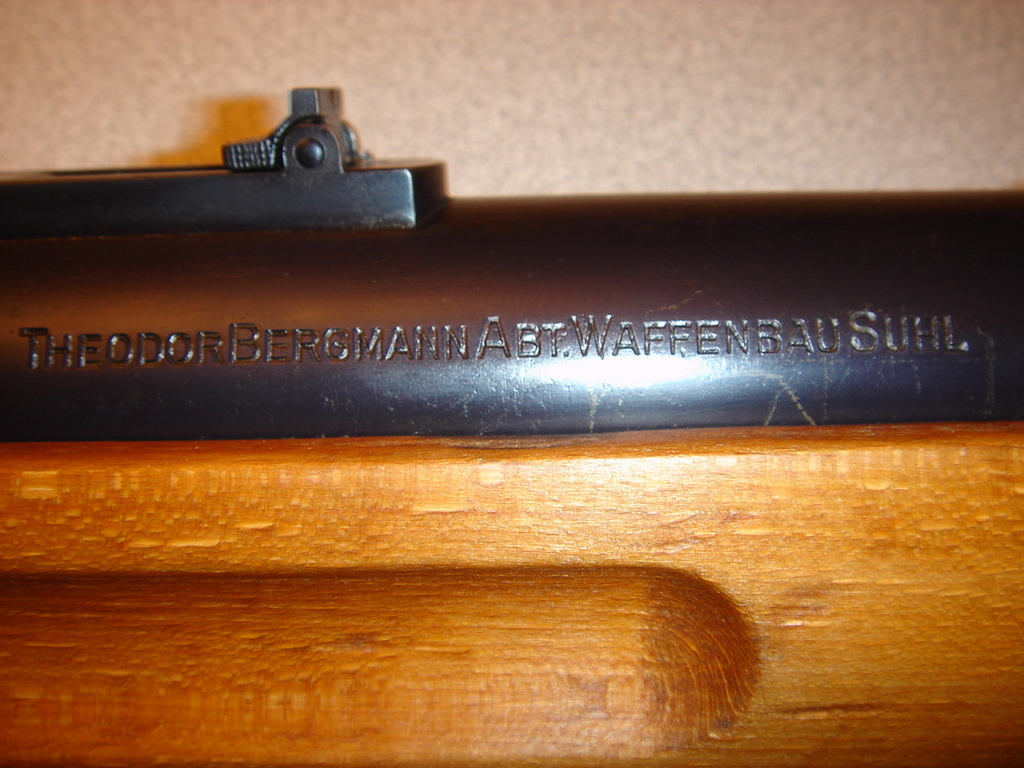
La hausse du MP18.
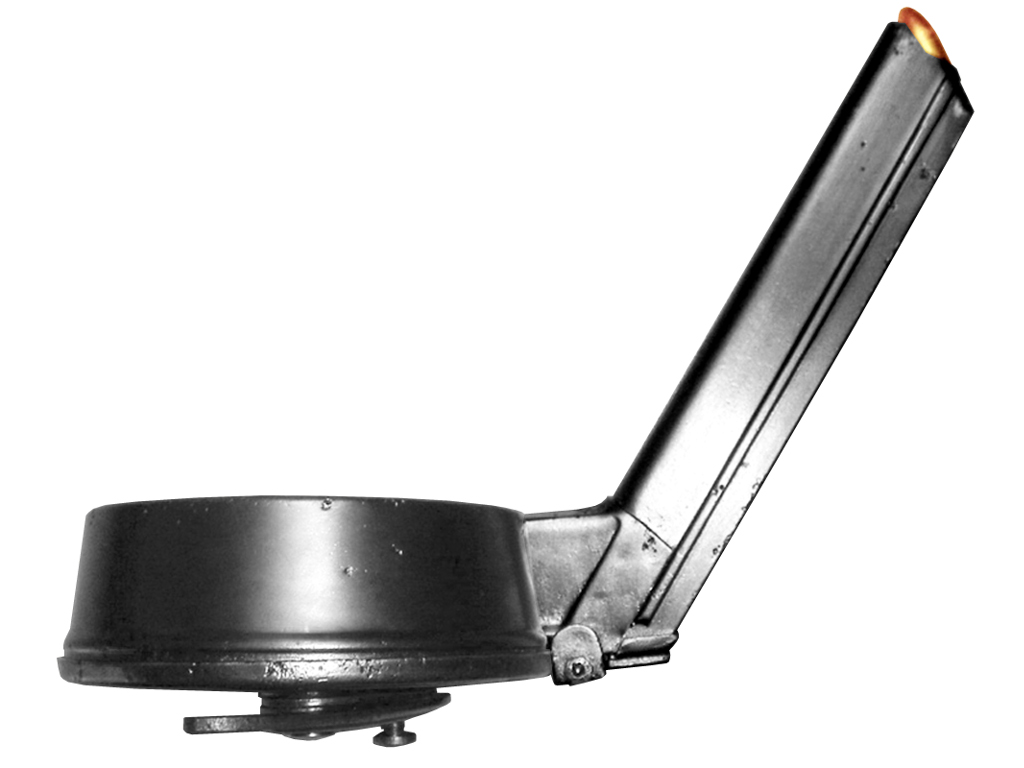
Chargeur TM 08.
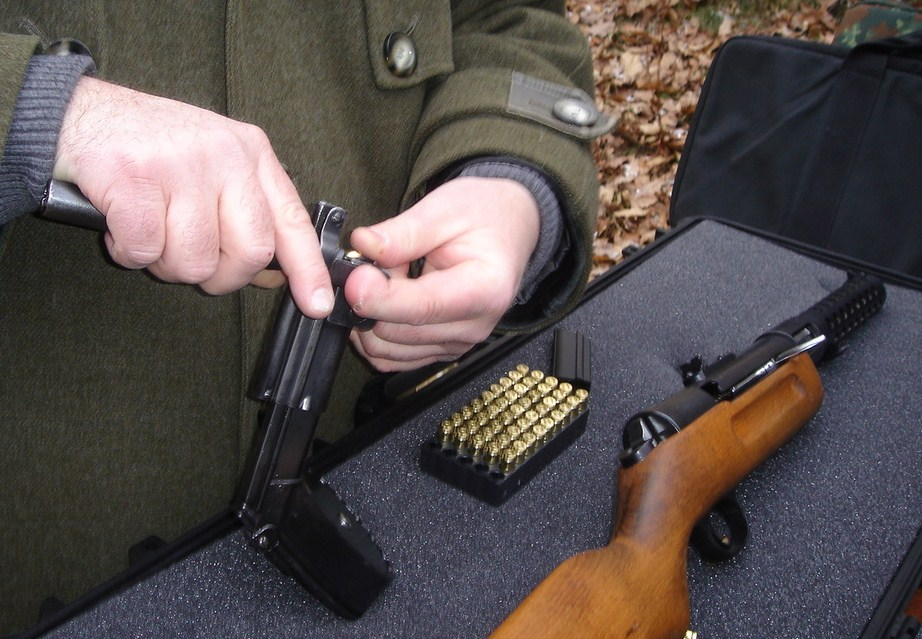
Chargement du TM 08.

## Variantes

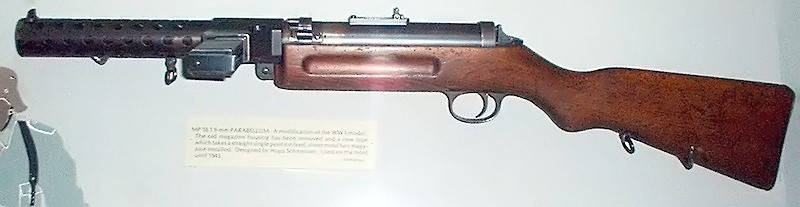
Le MP 18 d'après-guerre recevait un chargeur droit (20 coups). Ce PM en service dans la SIPO est exposé au de Newport Newsen Virginie) (photo prise en 2014). Le MP 28 est identique

La première variante est allemande. En effet,durant la Seconde Guerre mondiale, la Wehrmacht et la SS-Polizei utilisèrent des MP 18/I modifiés pour recevoir le chargeur du MP28.

### SIG Bergmann 1920

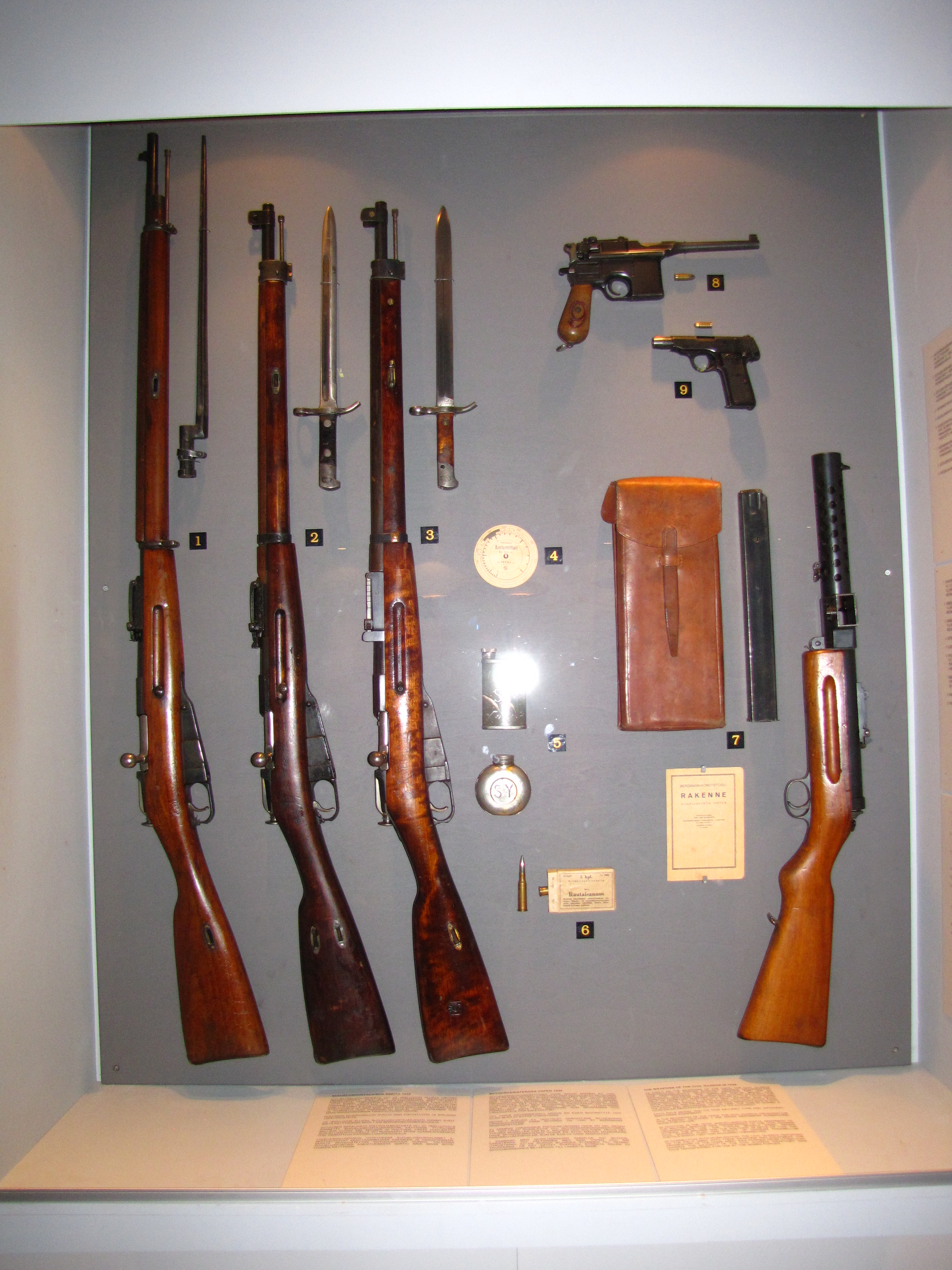
L'armement de la Garde civique finlandaise comprenait le SIG Bergmann sous le nom de KP m/20 (à droite en position verticale)

En 1920, la firme suisse SIG acheta la licence de production du MP18. Ses ingénieurs en changèrent le calibre (d'un 7,63 × 25 mm Mauser à un 7,65 × 21 mm Parabellum), le chargeur (droit et de plus grande capacité) et la hausse (réglable). Ce fut la première arme largement exportée par SIG.
Ce PM fut vendu à la Chine, au Japon et à la Finlande. Comme l’original, il ne permet que le tir automatique. L’armée finlandaise l’appelait Bergmann 1920, les fusiliers-marins japonais le connaissaient sous le nom de Type Bergmann. En 1930, le chargeur fut repositionné de gauche à droite et une poignée avant fut ajoutée et ce modèle renommé SIG MP1930 (restant au stade de la présérie). Par la suite, l’entreprise suisse produisit les MKMO, MKPO, MKMS et MKMS.

#### Données numériques
- Munitions : 7,63 mm  Mauser ou 7,65 mm Parabellum
- Longueur : 84 cm
- Canon : 21 cm
- Masse de l’arme vide : 4,1 kg
- Masse de l’arme chargée : environ 5 kg
- Chargeur : 50 cartouches
- Cadence de tir théorique : 600 coups par minute

### Tallinn M1923
À partir de 1923, l’arsenal de Tallinn fabriqua un MP18/1 sous licence. Ce modèle équipant l’armée estonienne ne différait que par ses perforations ovales du manchon refroidisseur et par sa crosse plus massive et droite. Il en fut fourni une quantité à l’armée populaire de la République espagnole. À la suite de l’annexion du pays par l'URSS, le Tallinn M1923 fut utilisé par l’Armée rouge. Il fut évalué par l’armée française en 1938. Cette arme fut ainsi employée durant la guerre d’Espagne et durant la Grande Guerre patriotique (appellation russe de la Seconde Guerre mondiale).

#### Données numériques
- Calibre : 9 mm Browning Long
- Longueur : 85 cm
- Canon : 20,5 cm
- Masse de l’arme vide : 4,75 kg
- Chargeur : 50 cartouches
- Cadence de tir théorique : 600 coups par minute

### Type  chinois

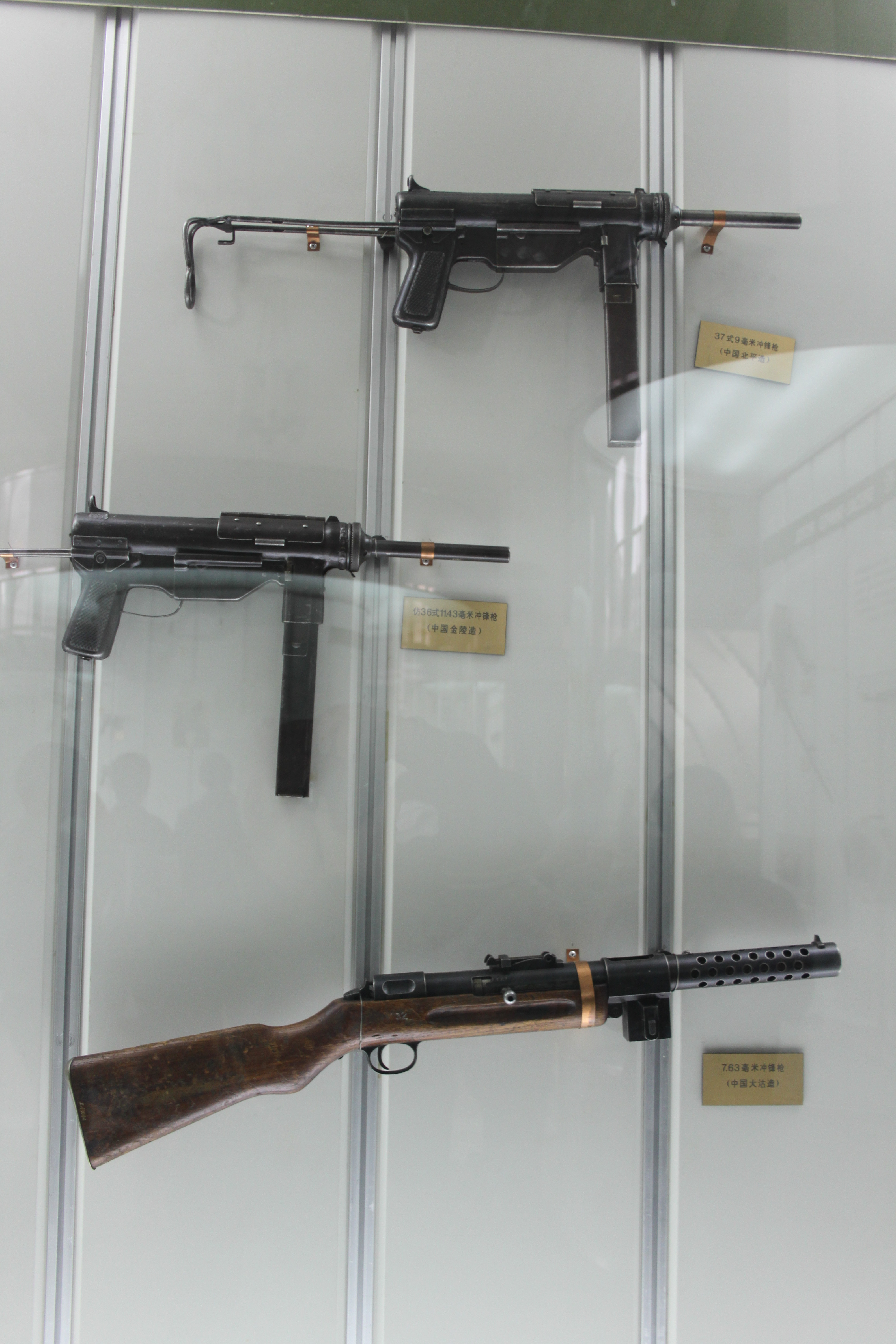
Une mitraillette Type 16 (à chargeur vertical) fabriqué à l'arsenal de Tsing Tao à partir de 1927 (bas) et 2 PM Type 36 (copies chinoises du M3 Grease Gun).

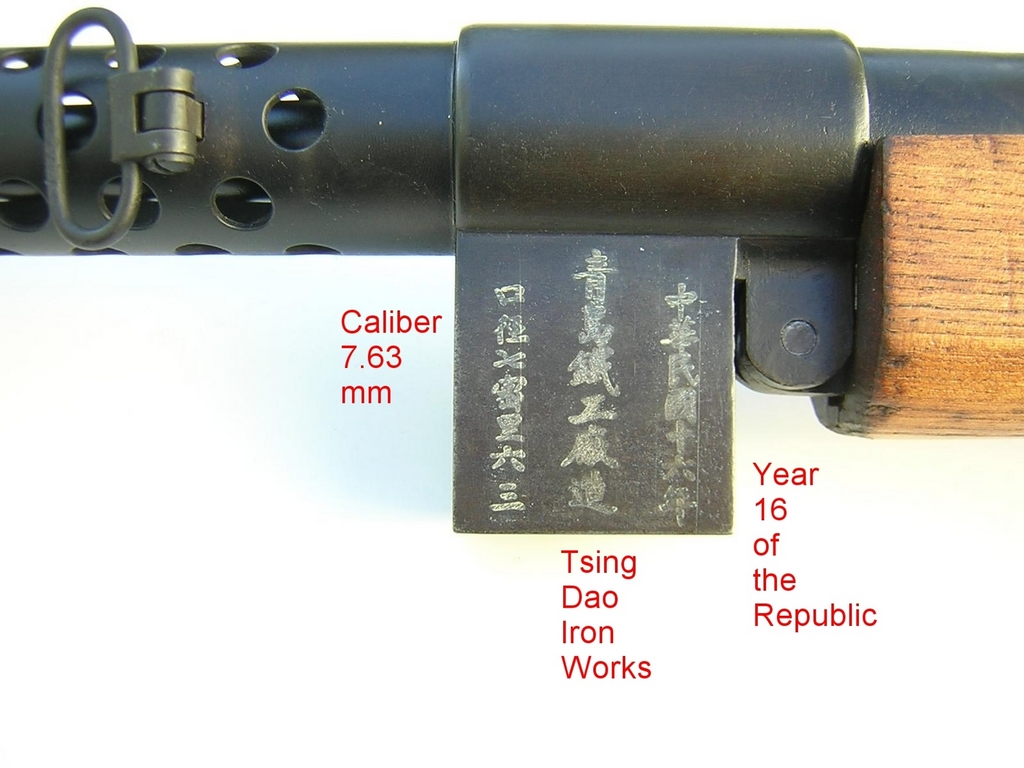
Les marquage du PM Type 16.

À partir de 1926, sept   arsenaux chinois dont celui d'Hanyang  produisirent des copies fidèles du SIG-Bergmann 1920. Certains modèles différaient par la forme du chargeur, tourné vers le bas.
Ces armes furent ainsi utilisées  lors de la Guerre civile chinoise et la Guerre sino-japonaise .

#### Données numériques
- Calibre : 7,63 mm Mauser
- Longueur : 81,5 cm
- Canon : 20 cm
- Masse de l’arme vide : 4,2 kg
- Chargeur : 30 cartouches (environ 550 g plein)
- Cadence de tir théorique : 600 coups par minute

## Utilisateurs
- Empire allemand
- République de Weimar
- Reich allemand
- Bolivie
- Brésil
- Colombie
- Finlande
- France
- République de Chine version suisse du MP18 (SIG M1920) et copies locale.
- Armée de libération de Corée, utilisé lors de la Seconde guerre sino-japonaise.
- Espagne
- Indonésie
- Irlande
- Empire du Japon : version suisse du MP18  : SIG M1920 appelée Type BE.
- Malaisie
- Empire ottoman
- Pays-Bas
- Paraguay
- Pologne
- Portugal
- Royaume de Roumanie : de nombreux pistolets mitrailleurs MP 28/II furent fournis à la Garde de fer par le Sicherheitsdienst[2].
- Empire russe
- Suède
- Suisse
- Thaïlande
- Turquie
- Union Soviétique: parmi les armes capturées lors de la Seconde Guerre mondiale.
- Yémen